# Кочкар
Кочкар (в верховье Северный Кочкар) — река в России, протекает по Кудымкарскому району Пермского края. Устье реки находится в 63 км по левому берегу реки Кува. Длина реки — 18 км. Уклон реки — 1,7 м/км.
Река образуется на Верхнекамской возвышенности под названием Северный Кочкар. Вскоре принимает правый приток — реку Южный Кочкар. Место слияния находится в 12 км северо-западнее села Кува. Река течёт на юго-восток по лесному ненаселённому массиву. Приток — Ойвож (левый). Впадает в Куву напротив села Кува. Высота устья — 164,8 м над уровнем моря.

## Данные водного реестра
По данным государственного водного реестра России относится к Камскому бассейновому округу, водохозяйственный участок реки — Кама от города Березники до Камского гидроузла, без реки Косьва (от истока до Широковского гидроузла), Чусовая и Сылва, речной подбассейн реки — бассейны притоков Камы до впадения Белой. Речной бассейн реки — Кама.
Код объекта в государственном водном реестре — 10010100912111100007994.